# らくらくホンIV
らくらくホンIV（らくらくホン・フォー）は、富士通が開発した、NTTドコモの第三世代携帯電話 (FOMA) 端末。らくらくホンシリーズの端末で、FOMA F883iES（フォーマ・エフ はち はち さん・アイ・イー エス）のブランド名。型番末尾の ES は Easy Style の略である。
本項ではバリューコース対応モデルのらくらくホンIVS（FOMA F883iESS）についても記述する。

## 概要
らくらくホンシリーズで初めて、GPSに対応した。またJavaアプリによる地図アプリにも対応。それ以外のiアプリには対応していない。画面サイズは一回り大きくなり、2.6インチになった。（発売当時はこれまでの「らくらくホン」の中で一番大きな画面を搭載されていたが、現在は2008年4月に発売されたらくらくホンプレミアムの約3.1インチが「らくらくホン」シリーズの中では最大クラスの画面サイズである。）
これまでのFOMAで発売されたらくらくホンはFOMA らくらくホン（フォーマ・らくらくホン）となっていたが、FOMAの普及が十分に進んでいることや、mova版ではIV以降のシリーズが存在しないためか、今回よりFOMAが取れ、らくらくホンIVとなっている。
iモード対応。iアプリ非対応。130万画素CMOSイメージセンサによるカメラを搭載。外部メモリーはmicroSD対応。
らくらくホンIVSはバリューコース対応のリモデルで、機能は同等であるが、本体色の変更がある。ピンクはらくらくホンIVの鮮やかなものからややトーンが落ち着いたものとなり、新色としてゴールド・ダークブルーが設定された。
| 主な対応サービス           | 主な対応サービス                    | 主な対応サービス         | 主な対応サービス             |
| -------------------------- | ----------------------------------- | ------------------------ | ---------------------------- |
| DCMX／おサイフケータイ     | うた・ホーダイ                      | 着うたフル／着うた       | デジタルオーディオプレーヤー |
| 直感ゲーム／メガiアプリ    | Music&Videoチャネル／ビデオクリップ | 3Gローミング             | プッシュトーク               |
| FOMAハイスピード           | GPS／ケータイお探し                 | デコメール／デコメ絵文字 | iチャネル                    |
| 着もじ                     | テレビ電話／キャラ電                | 電話帳お預かりサービス   | フルブラウザ                 |
| おまかせロック／バイオ認証 | 外部メモリーへiモードコンテンツ移行 | トルカ                   | iC通信                       |
| きせかえツール／マチキャラ | バーコードリーダ／名刺リーダ        | 2in1                     | エリアメール                 |